# Стрелочные обозначения Конвея
Обозначе́ния Ко́нвея со стре́лками — метод обозначения очень больших целых чисел, предложенный Джоном Конвеем.
По Конвею, большие целые числа представляются последовательностями из {\displaystyle n} натуральных чисел, соединёнными горизонтальными стрелками (например, 2→3→4→5→6) — цепочками Конвея.

## Определение
Цепочка Конвея определяется следующим образом:
- Любое натуральное число представляет собой цепочку единичной длины.
- Цепочка длины {\displaystyle n}, за которой следует стрелка «→» и натуральное число, вместе составляют цепочку длины {\displaystyle n+1}.

Любая цепочка Конвея представляет некоторое целое число. Две цепочки называются равными, если они представляют равные числа.

## Общая схема вычисления
Расчёт значения цепочки производится согласно следующим правилам:
1. {\displaystyle p=p} (цепочка {\displaystyle p} представляет число {\displaystyle p});
2. {\displaystyle p\to q=p^{q}}  (цепочка {\displaystyle p\to q} представляет возведение в степень);
3. {\displaystyle X\to p\to 1=X\to p};
4. {\displaystyle X\to 1\to q=X};
5. {\displaystyle X\to p\to (q+1)=X\to (X\to (p-1)\to (q+1))\to q} при {\displaystyle p>1}.

Два последних правила можно записать в виде одного длинного правила:
{\displaystyle X\to p\to (q+1)=X\to (X\to (\ldots (X\to (X)\to q)\ldots )\to q)\to q},
где цепочка в правой части содержит {\displaystyle p} копий подцепочки {\displaystyle X},  {\displaystyle p-1} копий числа {\displaystyle q} и {\displaystyle p-1} пар скобок.
Здесь:
- {\displaystyle p,q} — некоторые натуральные числа;
- {\displaystyle X} — в общем случае, некоторая другая цепочка Конвея (подцепочка).

Следует отметить, что цепочки в скобках не входят в общую цепочку и вычисляются отдельно. То есть, в общем случае:
{\displaystyle a\to b\to c\neq (a\to b)\to c\neq a\to (b\to c)}

## Частные случаи
Обозначения Конвея связаны с обозначениями Кнута следующим образом:
{\displaystyle a\to b\to k=a\uparrow ^{k}b.}
Возведение в степень в обозначениях Конвея:
{\displaystyle {\begin{matrix}H_{3}(a,b)=a\to b=a\to b\to 1=a^{b}=&\underbrace {a\times a\times \dots \times a} \\&b\,\mathrm {pa} \scriptstyle {3}\end{matrix}}}
Тетрация в обозначениях Конвея:
{\displaystyle {\begin{matrix}H_{4}(a,b)=a\to b\to 2={\ ^{b}a}=&\underbrace {a^{a^{{}^{.\,^{.\,^{.\,^{a}}}}}}} \\&b\,\mathrm {pa} \scriptstyle {3}\end{matrix}}}
Пентация в обозначениях Конвея:
{\displaystyle {\begin{matrix}H_{5}(a,b)=a\to b\to 3=&\underbrace {{}^{^{^{^{^{a}}}}}{}^{^{^{^{^{.}}}}}{}^{^{^{^{.}}}}{}^{^{^{.}}}{}^{a}a} \\&b\,\mathrm {pa} \scriptstyle {3}\end{matrix}}}